# Desierto del Duero

Reino de Asturias
Desierto del Duero

El desierto del Duero es un término historiográfico que hace referencia a un supuesto despoblamiento de la cuenca del río Duero durante el siglo VIII. Según esta tesis, mantenida fundamentalmente por Claudio Sánchez-Albornoz, se trataría de un despoblamiento estratégico llevado a cabo por el rey Alfonso I en sus campañas de defensa del reino de Asturias. Otros historiadores, como Ramón Menéndez Pidal o Américo Castro, restaron importancia a este despoblamiento y sostenían que en el posterior avance cristiano no hubo un repoblamiento, sino una reorganización del territorio y de la población al incorporarse al reino. Los historiadores Abilio Barbero y Marcelo Vigil publicaron en 1978 La formación del feudalismo en la Península Ibérica, en el que criticaban la tesis de Sánchez Albornoz, pero el debate continuó a lo largo de las décadas siguientes. En el año 2000 Armando Besga Marroquín, en su obra Orígenes hispanogodos del reino de Asturias (Oviedo, Real Instituto de Estudios Asturianos), recuperó la tesis del «desierto del Duero».

## Historia
En torno al año 740, tres décadas después de la conquista musulmana de la península ibérica, se produjo la revuelta bereber, protagonizada por los contingentes bereberes que habían formado parte del ejército árabe que había acabado con la monarquía visigoda en el año 711 y que tuvo su epicentro en el norte de África. Para sofocar la revuelta, el califa de Damasco envió un ejército compuesto por tropas sirias, denominadas yunds ('ejércitos'), que consiguió poner fin a la rebelión y, como recompensa, cada yund recibió una provincia de al-Ándalus.
Una de las consecuencias de la revuelta bereber fue que la zona al norte del sistema Central quedó indefensa porque las guarniciones árabes allí desplegadas se habían visto obligadas a replegarse hacia el sur ante los ataques de los rebeldes bereberes. Este vacío fue aprovechado por el rey astur Alfonso I, que desplegó una serie de campañas por el valle del Duero, que según las crónicas medievales, supusieron la conquista de un gran número de ciudades, cuyos habitantes fueron llevados al reino astur. Partiendo de estos hechos, muchos historiadores, y en especial Claudio Sánchez-Albornoz, desarrollaron la teoría de que lo que pretendía Alfonso I era crear un «desierto estratégico» en el valle del Duero con el objetivo de proteger al reino astur de las incursiones musulmanas. Para Sánchez-Albornoz, la «despoblación del valle del Duero» tuvo unas consecuencias aún más profundas para el futuro del reino de Asturias, porque al haber quedado «deshabitado», esa «tierra de nadie» sería ocupada en los dos siglos siguiente por los astures, extendiendo el reino por toda la meseta norte y forjándose en esa empresa una clase de pequeños propietarios libres que constituirían la columna vertebral del reino. Los argumentos aportados por Sánchez-Albornoz fueron de tres tipos: documentales (las referencias al «desierto» que aparecen en las crónicas árabes y cristianas), toponímicos (la mayoría de nombres de los lugares proceden de la época de la repoblación) y sociales (en la cuenca del Duero apareció una sociedad nueva sin vínculos con el pasado).
Según Eduardo Manzano Moreno, los argumentos que dio Sánchez-Albornoz para sostener su tesis de la «despoblación del valle del Duero», «nunca llegaron a ser concluyentes». Uno de sus primeros críticos fue el propio maestro de Sánchez-Albornoz, Ramón Menéndez Pidal, quien recordó que las palabras «despoblar» y «poblar» de las crónicas medievales significaban desorganizar u organizar un determinado territorio y no el desalojo o el alojamiento de personas en un lugar. Además consideraba que era poco creíble que Alfonso I hubiera tenido la suficiente fuerza para llevar a cabo una empresa tan extraordinaria y que los valles cantábricos, que constituían el primitivo núcleo del reino asturiano, tuvieran la capacidad suficiente para acoger a tantas personas llevadas allí desde la meseta.
En 1978 Abilio Barbero y Marcelo Vigil pusieron en cuestión la tesis de Sánchez-Albornoz sobre la despoblación total de la cuenca del Duero y su posterior «repoblación», recurriendo a los argumentos aportados por Menéndez Pidal y a la arqueología. «Basándose en datos históricos y lingüísticos, [Menéndez Pidal] ha señalado la continuidad de la vida cristiana en los siglos VIII y IX, ya que muchos de los lugares "despoblados" por Alfonso I, según la Crónica de Alfonso III, y "repoblados" en los siglos IX y X no se hallaban deshabitados. Existen datos arqueológicos que prueban la existencia de una población estable en la cuenca del Duero desde la época visigoda hasta el siglo X». Barbero y Vigil concluyeron: «la región siguió estando habitada por la antigua población, pero nunca se llegó a organizar un territorio de modo que pudiera alcanzar la cohesión necesaria como para formar una unidad política independiente».
Sin embargo, en 1982, solo cuatro años después de la publicación del libro de Barbero y Vigil, Luis Agustín García Moreno sostenía que las «fundamentales tesis del gran medievalista Sánchez-Albornoz son hoy día aceptadas por la generalidad de los estudiosos». En su valoración, García Moreno solo señalaba dos «posibles matizaciones». La primera, que la despoblación «no pudo ser total» —«cuando se hayan realizado prospecciones arqueológicas abundantes se podrá comprobar que la continuidad de habitación encontrada en El Castellar (Villajimena, Palencia) no constituye una excepción»—. La segunda, que la población que marchó al norte fue «la población dirigente —nobles y clérigos—», «lo que originaría de inmediato un empobrecimiento y ruralización radical de las muestras externas de habitación en la región, al mismo tiempo que un fundamental vacío político... Esto explicaría suficientemente que en las fuentes posteriores no se mencione la existencia de una población en dicha zona, al no existir allí ningún poder o estructura estable y reconocida».
En 2003 Julio Valdeón destacaba que «ha sido sobre todo la arqueología la que más ha criticado la hipótesis de la despoblación, para lo cual se basa en excavaciones que revelan, en determinados puntos, una continuidad poblacional». «De todos modos —continuaba Valdeón—, al margen de la mayor o menor despoblación de aquellas tierras, es indudable que la cuenca del Duero fue una "tierra de nadie", por cuanto desde mediados del siglo VIII no estaba dominada ni por al-Ándalus ni por el incipiente reino astur. En cualquier caso hubo, sin la menor duda, un importante proceso repoblador, del cual eran protagonistas ante todo gentes procedentes del otro lado de la cordillera Cantábrica, a las que se sumaron, avanzado el siglo IX, mozárabes que abandonaban al-Ándalus». Un año antes, Valdeón había aportado otra prueba de la continuidad poblacional en el valle del Duero: un documento del año 909 referido a la localidad de Alkamín, cercana a Tordesillas, en el que se alude a la presencia en el lugar de «gente barbárica» —¿en alusión a los bereberes?, se preguntaba el propio Valdeón—.
En 2010 Eduardo Manzano Moreno, haciendo un balance del debate, concluyó que «es exagerado decir que entre los siglos VIII y X todo el valle del Duero se convirtió en un gran desierto estratégico. Sin embargo, sí que es cierto que después de la conquista del 711 núcleos que hasta entonces habían sido sedes episcopales, como Salamanca, Palencia, Osma o Ávila, así como numerosos enclaves de menor importancia se esfuman de las fuentes árabes y latinas. No cabe duda de que siguieron siendo habitados —doscientos o trescientos años más tarde volvieron a recobrar su antiguo protagonismo en el mismo emplazamiento que antaño habían tenido—, pero lo que ocurrió en ellas o lo que hicieron sus gentes durante este largo hiato es algo que nos resulta desconocido. Sin una estructura administrativa reconocible y sin centros de poder como monasterios o grandes dominios que centralizaran los recursos, toda esta región se presenta como una tierra de nadie, abandonada tanto por los reyes del norte como por los emires del sur... El valle del Duero se convirtió así en una zona evitada tanto por cristianos como por musulmanes. Ahora bien, y mientras que estos últimos, por razones que no alcanzamos a comprender del todo bien, dieron la espalda a la región, la expansión del reino astur a lo largo de los siglos IX y X se realizó sobre ella ayudando así a dotar a los reinos cristianos del norte de una base territorial más sólida».
El primero que comenzó a hablar del despoblamiento del valle del Duero fue el historiador portugués Alejandro Herculano en su obra La historia de Portugal, publicada entre 1846 y 1850.